# Бадово-Мсьциська
Бадово-Мсьциська (пол. Badowo-Mściska) — село в Польщі, у гміні Мщонув Жирардовського повіту Мазовецького воєводства.
Населення — 103 особи (2011).
У 1975-1998 роках село належало до Скерневицького воєводства.

## Демографія
Демографічна структура станом на 31 березня 2011 року:
|          | Загалом | Допрацездатний вік | Працездатний вік | Постпрацездатний вік |
| -------- | ------- | ------------------ | ---------------- | -------------------- |
| Чоловіки | 45      | 10                 | 28               | 7                    |
| Жінки    | 58      | 17                 | 28               | 13                   |
| Разом    | 103     | 27                 | 56               | 20                   |